# Theutberga
Teutberga, död 875, var en drottning av Lothringen, gift med kung Lothar II.
Hon är känd för sitt konfliktfyllda äktenskap, då maken utan framgång försökte skilja sig från henne för att kunna gifta om sig med sin älskarinna Waldrada. 
Fallet med skilsmässoförsöket mellan Theutberga och Lothar II har stor betydelse i kyrkohistorien, eftersom det var ett viktigt steg mot det kyrkliga äktenskapets oupplöslighet